# Ramen

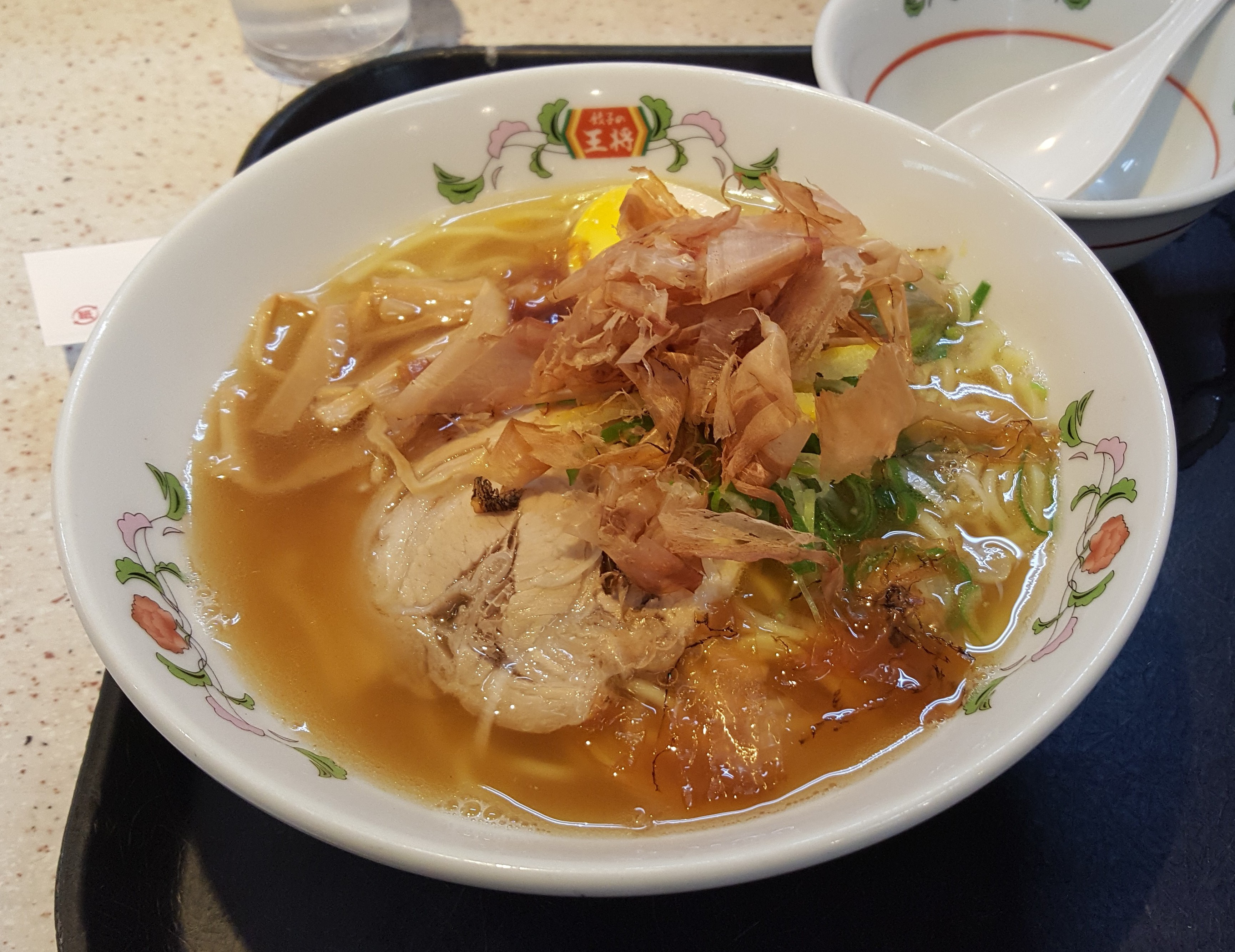
Shōyu ramen

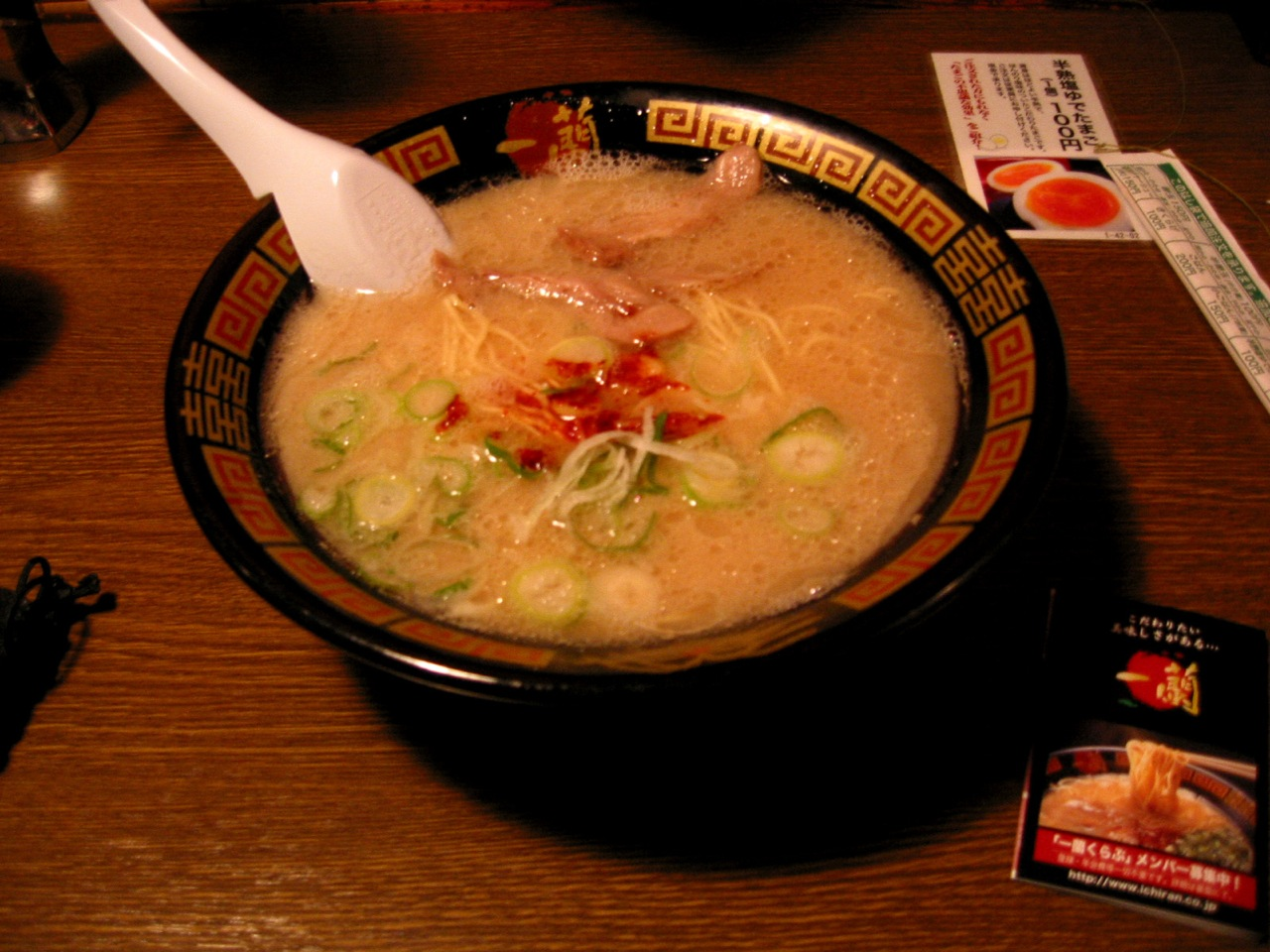
Tonkotsu ramen

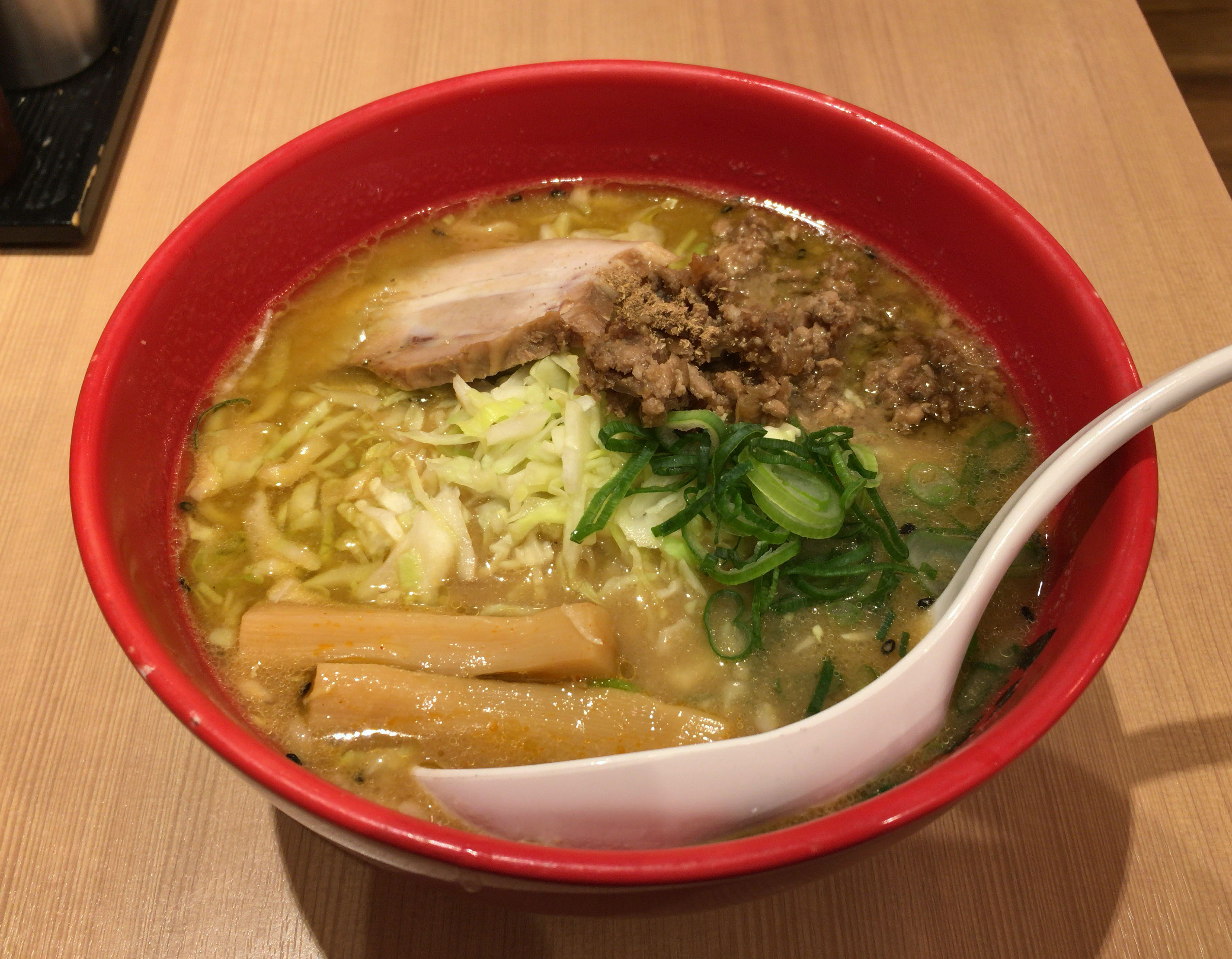
Miso ramen

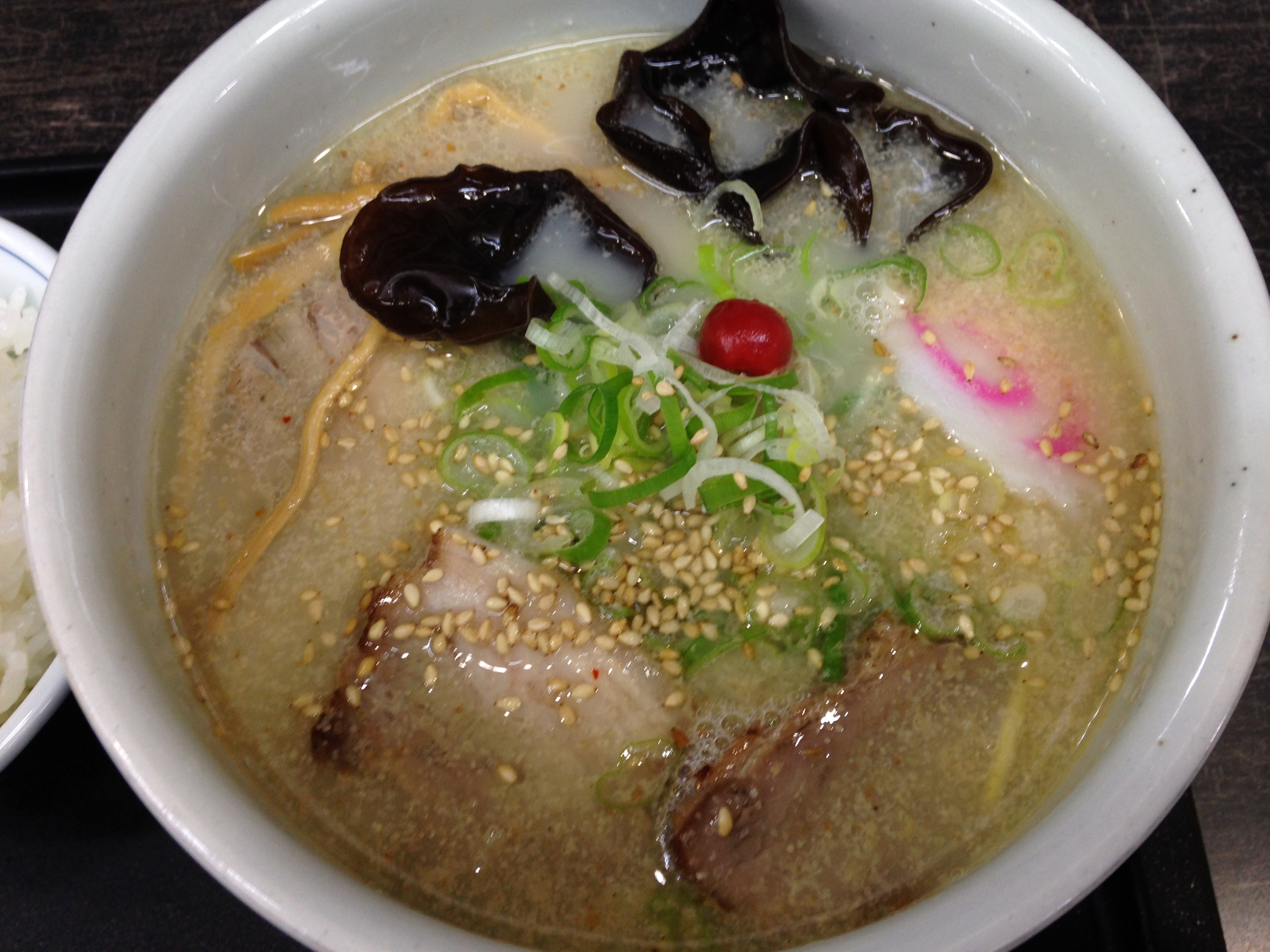
Shio ramen

Ramen (em japonês: ラーメン rāmen, AFI: [ɺaːmeɴ] (escutarⓘ)) é um alimento Japonês com origem em pratos de massa chineses. Um prato de ramen normalmente é composto por um tipo de massa chinesa, uma sopa com caldo à base de ossos de porco, peixe ou frango, e temperados com uma base tarê (molho) que dá sabor ao caldo base, para a confecção da montagem do prato, e os adicionais podem variar dependendo da região e do restaurante que vende o ramen (conhecido como Ramen-Ya). É comum o uso de ingredientes como algas verdes (海苔 nori), pedaços de carne de porco (チャーシュー chāshū), brotos de bambu marinados (メンマ , 麺麻 ou 麺碼 Menma), cebolinha e naruto (massa de peixe rosa com formato de redemoinho).
O ramen (origináriamente da China) tornou-se um prato popular no Japão após a Segunda Guerra Mundial, com farinha de trigo importada dos Estados Unidos. A massa instantânea, criada em 1958 por Momofuku Ando, popularizou o ramen, com a sua preparação em três minutos. É considerado um símbolo japonês, reiterando a cultura japonesa.

## A Massa
O nome “ramen” vem do chinês lamian, sendo a massa (men). Ela é, portanto, a protagonista do prato. Farinha de trigo, sal e água são os três ingredientes básicos que produzem essa variedade de massa.
A massa é feita de trigo, sal, água e água alcalina (kansui). A base do caldo é uma mistura de carnes, algas e vegetais. A carne tende a ser frango ou porco, mas podem existir diferenças regionais. Enquanto que em Tóquio é comum usar apenas o frango, por exemplo, em Quiuxu é comum usar o porco e seus ossos.